# Cadarena pudoraria
Cadarena pudoraria är en fjärilsart som beskrevs av Jacob Hübner 1825. Cadarena pudoraria ingår i släktet Cadarena och familjen Crambidae. Inga underarter finns listade i Catalogue of Life.